# Seishi Kikuchi
Seishi Kikuchi (japanisch 菊池 正士, Kikuchi Seishi; * 25. August 1902 in der Präfektur Tokio; † 12. November 1974) war ein japanischer Physiker, der als einer der Väter der Kernphysik in Japan gilt und 1928 wichtige Experimente zur Elektronenbeugung durchführte.

## Leben und Wirken
Kikuchi wuchs in Tokio auf, als vierter Sohn von Dairoku Kikuchi, und studierte Physik an der Kaiserlichen Universität, wo er 1926 seinen Abschluss machte. 1928 entdeckte er die Kikuchi-Linien im Bild der Elektronenbeugung an dünnen Glimmer-Filmen (die somit ähnliche Bilder von Kristallen wie die schon seit Max von Laue bekannten Bilder der Röntgenbeugung lieferten und die Wellennatur der Elektronen aufzeigten) und erklärte diese. 1929 ging er zur Fortsetzung seines Studiums nach Deutschland, unter anderem nach Göttingen (wo er mit Lothar Nordheim über Quantenstatistik veröffentlichte) und zu Werner Heisenberg nach Leipzig. 1934 wurde er Professor an der Universität Osaka, wo er den ersten Cockcroft-Walton-Generator zur Teilchenbeschleunigung in Japan baute. Nach dem Zweiten Weltkrieg wurde er (nachdem er 1950/51 an der Cornell University bei Robert R. Wilson und Hans Bethe war) 1955 der erste Direktor des Instituts für Kernforschung der Universität Tokio, wo er ein Zyklotron installierte. 1959 bis 1961 war er Direktor des 1956 gegründeten Japanischen Atomforschungszentrums (Genken) in Tōkai (der nationalen Wiederaufbereitungsanlage). Später war er Präsident der Naturwissenschaftlichen Universität Tokio (Tokyo Rika Daigaku).
1951 wurde er mit den Kulturorden ausgezeichnet, 1952 als Person mit besonderen kulturellen Verdiensten. 1957 wurde er Mitglied der Akademie der Wissenschaften.
Zu seinen Doktoranden zählt Hideki Yukawa (1938).